# Безводное (Мордовия)
Безво́дное — село в Ардатовском районе Мордовии. Входит в Кечушевское сельское поселение.

## География
Расположено в низовях реки Лепелей в 2,5 км к западу от Кечушево, в 15 км к юго-западу от города Ардатов, в 85 км к северо-востоку от Саранска.
Село располагается на холмистой местности, грунтовые воды находятся глубоко под землёй. В 2-2,5 км к северу от села находится Тургеневское водохранилище (река Алатырь).
По северной окраине села проходит тупиковая автодорога Ардатов (посёлок) — Луньгинский Майдан. В 6 км к востоку от села проходит ж.-д. линия Ромоданово — Канаш.

## История
В переписях мордвы Алатырского уезда (1671) деревня Тетингеева (Безводное тож) — выставка из деревни Каласево Верхалатырского стана. В основе мордовского названия «Тетингеево» — дохристианское мордовское имя первого поселенца Тетингея.
С 1696 г. — Безводное.
По сведениям 1859 г., Безводное — село удельное и владельческое из 73 дворов (682 чел.); имелась деревенская церковь во имя Александра Невского.
В 1913 г. в селе насчитывалось 200 дворов (1 246 чел.), действовала церковно-приходская школа.
В 1931 г. создан колхоз «Знамя труда», с 1997 г. — СХПК, специализировался на производстве мясо-молочной продукции, зерновых культур и овощей.

## Население
| 2002 | 2010 |
| ---- | ---- |
| 228  | ↘176 |

Население 235 чел. (2001), преимущественно русские.

## Инфраструктура
Основная школа, клуб, медпункт, библиотека, магазин, почта. Близ села — родник «Красный» (ООПТ).

## Люди, связанные с селом
Заслуженный агроном МАССР Р. С. Волкова, бывший начальник Управления финансирования сельского хозяйства Минфина РСФСР А. М. Маштаков, знатная доярка Г. К. Дементьева, самодеятельный композитор, дирижёр-хормейстер и педагог М. И. Волков.

## Источник
- Энциклопедия Мордовия, С. Г. Девяткин.